# Hochjoch (bergspass)
Hochjoch är ett bergspass på gränsen mellan Tyrolen i Österrike och Sydtyrolen i Italien. Hochjoch ligger 2 861 meter över havet.